# Estefanía Beltrán de Heredia
Estefanía Beltrán de Heredia Arroniz (Valle de Arana, Álava, 28 de marzo de 1960) es una ingeniera técnico-agrícola y política española, actual portavoz del Partido Nacionalista Vasco en el Senado.
Ha ejercido como consejera de Seguridad del Gobierno Vasco entre 2012 y 2020.

## Biografía
Nacida en Ullibarri Arana, un pequeño pueblo integrado en el Ayuntamiento de Arana, de poco más de 200 habitantes y situado al este de Álava, cerca de Navarra. Reside en Vitoria.

## Trayectoria
De diciembre de  2012 a septiembre de 2020 fue la consejera de Seguridad del Gobierno Vasco. Anteriormente había sido parlamentaria vasca durante cinco años en dos diferentes etapas (1998-2001 y 2005-2007), mientras que en las elecciones vascas de 2012 fue elegida en el cuarto puesto de las listas del PNV por Álava. Además, fue diputada foral de Agricultura (2007-2011). También fue miembro del Araba Buru Batzar (2004-2007).